# Zopiclone
La zopiclone est un hypnotique de la famille chimique des cyclopyrrolones, un non-benzodiazépine apparenté aux benzodiazépines. Elle est commercialisée notamment sous le nom d'Imovane. La zopiclone possède des propriétés hypnotiques, sédatives, anxiolytiques, myorelaxantes et amnésiantes.
Elle fait partie des hypnotiques les plus couramment utilisés, avec le zolpidem et le zaleplon, tous les trois souvent qualifiés de Z-Drugs ou médicaments Z en français. Leur usage a supplanté celui des benzodiazépines grâce à leur élimination plus rapide, ce qui évite les effets résiduels le lendemain matin. Il n'est donc pas nécessairement efficace pour éviter les réveils nocturnes le temps d'une nuit entière.
Le traitement avec la zopiclone était originellement recommandé pour une utilisation à court terme, c’est-à-dire pour deux semaines,. En France, sa durée de prescription est officiellement limitée à quatre semaines, de manière à limiter les risques de dépendance. 
Il est fabriqué par le laboratoire Sanofi depuis 1984.

## Pharmacologie

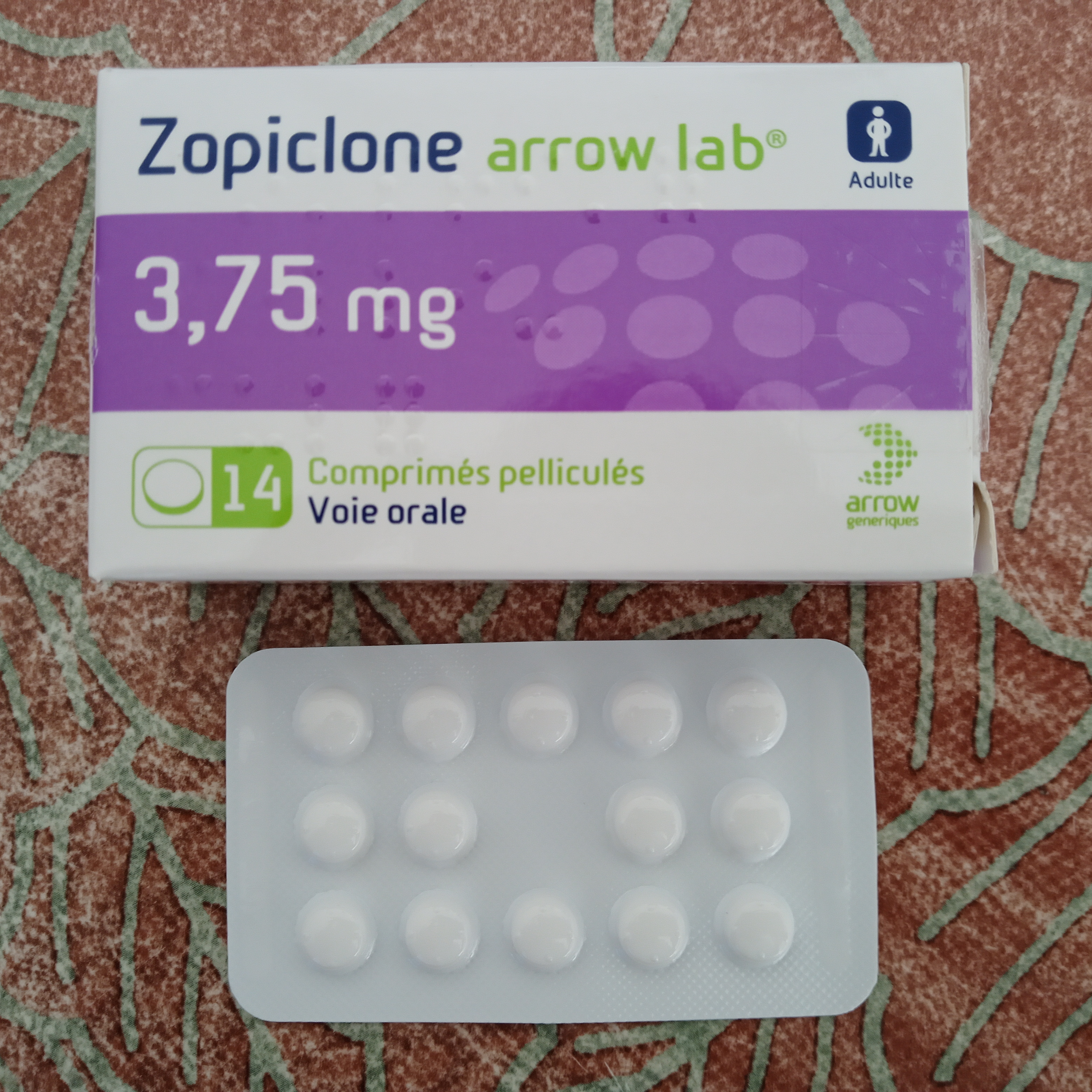
Une boîte de zopiclone arrow lab 3.75 mg sous forme de comprimés pelliculés

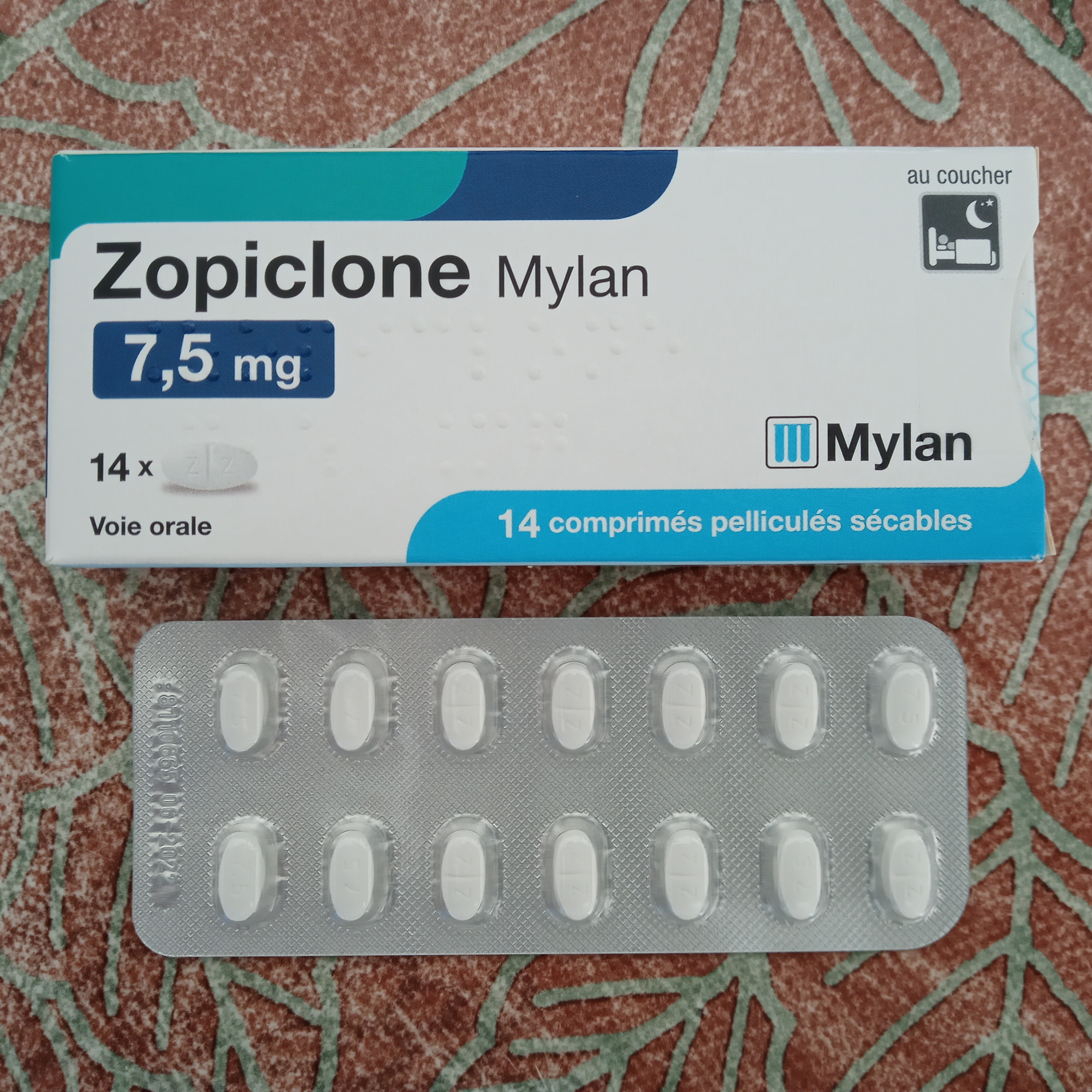
Une boîte de zopiclone Mylan 7.5 mg sous forme de comprimés pelliculés sécables

La zopiclone est un hypnotique-sédatif, et se comporte de la même manière que les benzodiazépines (BZD), en tant que modulateur positif non sélectif des récepteurs GABA, et donc comme inhibiteur du système nerveux central.
Plus précisément, le composé augmente l'activité du système GABA-ergique naturel, en multipliant le nombre d'ouvertures du canal ionique Cl- quand le GABA naturellement produit (ou un autre agoniste tel que l'alcool) se fixe à ses récepteurs. Ainsi le neurone cible sera hyperpolarisé ; il sera moins facile à stimuler par courant électrique lorsque des ions positifs tenteront de le charger positivement. Le zopiclone et les BZD sont seulement des modulateurs positifs et non des agonistes, contrairement au barbital. Ils présentent donc un potentiel de surdosage moindre.
À la différence des benzodiazépines, le zopiclone augmente la durée totale du sommeil sans réduire la durée du stade NREM-3, ce qui a pour conséquence de ne pas déranger les phases du cycle naturel, mais aussi d'augmenter chez certaines personnes les risques de parasomnies tel le somnambulisme, qui ont lieu durant le sommeil de stade 3,.

## Indications
Le traitement est indiqué pour le traitement des insomnies aiguës ou chroniques, pour un temps limité.
Elle peut entraîner une sensation d'amertume buccale ou de goût métallique au réveil. Elle est en général bien supportée, à condition d'être absorbée précisément au coucher, sans quoi elle pourrait entraîner une confusion transitoire. Elle est parfois responsable de cauchemars. Elle peut être prise de façon intermittente.
En 2010, la zopiclone était le troisième médicament psychotrope et le deuxième hypnotique le plus vendu en France, avec 17 millions de boîtes vendues.
La prise d'alcool aggrave l'effet du médicament et son risque d'effets indésirables.
La zopiclone est délivrée seulement sur ordonnance et figure sur la liste des médicaments psychotropes. Dans certains pays notamment aux États-Unis l'énantiomère S-zopiclone seul est commercialisé, car il est le seul à être actif. La zopiclone en France est un racémique des deux énantiomères, les doses sont donc doublées par rapport au S-zopiclone.

## Effets indésirables
Effets indésirables fréquents (pouvant affecter jusqu’à 1 personne sur 10) :
- un goût amer ou métallique (dysgueusie) ;
- somnolence le jour suivant ;
- diminution de la vigilance ;
- maux de tête ;
- vertiges ;
- problèmes gastro-intestinaux, incluant des nausées et des vomissements[12].

Effets indésirables rares (pouvant affecter jusqu’à 1 personne sur 1 000) :
- perte de mémoire (amnésie) ;
- difficultés au niveau de la coordination des mouvements musculaires (ataxie), survenant principalement au début du traitement et disparaissant généralement après une utilisation répétée ;
- bouche sèche ;
- faiblesse musculaire ;
- fatigue ;
- confusion ;
- dépression ;
- réactions dites « paradoxales », telles que : nervosité, agitation, irritabilité, agressivité, fausses croyances (délires), accès de colère, cauchemars, hallucinations, psychoses et troubles du comportement[12].

## Précautions d'emploi

### Grossesse et allaitement
L'utilisation de zopiclone durant la grossesse, en particulier au cours du troisième trimestre et lors de l'accouchement, peut entraîner des effets indésirables chez le nouveau-né (hypothermie, hypotension, hypotonie, dépression respiratoire). Par ailleurs, une exposition prolongée à la zopiclone en fin de grossesse peut induire un syndrome de sevrage néonatal. Des symptômes de sevrage ont été rapportés chez des nouveau-nés dont les mères avaient consommé ce médicament durant les derniers mois de la gestation. La prise de zopiclone est déconseillée chez les femmes qui allaitent, car cette substance est susceptible de passer dans le lait maternel. En raison de ces risques, la prescription de la zopiclone pendant la grossesse est soumise à une évaluation rigoureuse du rapport bénéfice/risque par le médecin prescripteur.

### Personnes âgées
La prise de zopiclone, comme celle d'autres hypnotiques, peut perturber l'équilibre, la stabilité et la coordination des mouvements, avec un effet plus marqué chez les personnes âgées. Par exemple, même en prenant le médicament le soir, les personnes âgées ont un risque plus élevé de chutes et de fracture de la hanche, au lever du matin ou en se levant au cours de la nuit (hommes âgés atteints de prostatisme et de nycturie).

### Addiction et dépendance
La prise de la zopiclone peut entrainer le développement d’abus et/ou une dépendance physique et psychologique. Le risque de dépendance augmente avec la dose et la durée du traitement et ce risque est plus fort lorsque la zopiclone est prise pendant plus de 4 semaines. Le risque d’abus et de dépendance est plus grand chez les patients ayant des antécédents de troubles mentaux et/ou d'alcoolisme, de toxicomanie ou d’abus médicamenteux. En cas de dépendance physique, l’arrêt brutal du traitement peut donner lieu à la survenue de symptômes de sevrage.

### Modalités de sevrage
Le sevrage se fera toujours par diminution progressive des doses. Il pourra se révéler difficile si la durée du traitement a dépassé les quatre semaines, même aux doses usuelles (3,75  à   7,5 mg par jour), ou si la zopiclone a été détournée de son but thérapeutique.